# Бурнабат
Бурнабат (греч. Αθλητικός Όμιλος Μπουρνόβα) — футбольный клуб из Смирны. Один из первых футбольных клубов, основанных на территории современной Турции.

## История
По данным Ахмета Талимджилера — историка Измирского университета, клуб «Бурнабат» был основан в 1874 году левантинцами из района Борнова. Историк Мехмет Юдже в статье для журнала Турецкой федерации футбола указывал 1883 в качестве года основания. Основателями команды были известные французские и английские торговцы из Смирны — представители семей Лафонтенов и Уитоллов и другие. 
Первое время команда участвовала в матчах против заходивших в городской порт моряков. 14 января 1889 года в Константинополе состоялась игра «Бурнабата» против «Константинополя», в которой хозяева одержали победу со счётом 3:0. На ней присутствовал посол Уильям Артур Уайт. В матче принял участие всего один турецкий игрок — Осман Эффенди. Этот поединок, по некоторым данным, является первым в истории турецкого футбола.
С 1897 года примерно раз в год проводились матчи против стамбульского клуба «Мода», раз за разом завершавшиеся в пользу команды из Смирны. В 1906 году на Олимпийских играх игроки «Бурнабата» представляли сборную Смирны, занявшую второе место. 2 июня 1913 года «Бурнабат» провёл 3 матча: против «Галатасарая», против «Фенербахче» и против смешанной команды, собранной из футболистов этих коллективов. Во всех из них «Бурнабат» уступил, хотя до этого ни разу не проигрывал стамбульским командам.
В результате греко-турецкой войны левантинское население покинуло Смирну, и команда распалась.